# Panathīnaïkos Athlītikos Omilos 1974-1975
Questa voce raccoglie le informazioni riguardanti il Panathīnaïkos Athlītikos Omilos nelle competizioni ufficiali della stagione 1974-1975.

## Stagione
Uscito indebolito dalla campagna acquisti (furono ceduti tutti gli stranieri più Tomaras mentre Puskás tornò ad allenare in Spagna), il Panathīnaïkos disputò una stagione anonima in cui concluse al quinto posto guadagnando la qualificazione europea come finalista perdente della Coppa di Grecia (vinta da un Olympiakos già qualificato in Coppa dei Campioni). Poco degna di nota fu anche la prestazione della squadra in Coppa UEFA, eliminata ai trentaduesimi di finale dal Grasshopper.

## Maglie e sponsor
Nella stagione 1974-75 venne introdotta una nuova maglia per il Panathinaikos, di colore verde chiaro con bordi neri e verdi. Il colletto, costituito da uno scollo a "V", è di colore verde.
| Manica sinistra · Manica sinistra · Maglietta · Manica destra · Manica destra · Pantaloncini · Calzettoni |

## Rosa
| N. |                       | Ruolo | Calciatore            |
| -- | --------------------- | ----- | --------------------- |
|    | Grecia (bandiera)     | P     | Takis Ikonomopoulos   |
|    | Grecia (bandiera)     | P     | Vasilīs Kōnstantinou  |
|    | Grecia (bandiera)     | P     | Nikos Vallianos       |
|    | Jugoslavia (bandiera) | D     | Nikola Budisić        |
|    | Grecia (bandiera)     | D     | Anthimos Kapsīs       |
|    | Grecia (bandiera)     | D     | Dimitris Kotsos       |
|    | Grecia (bandiera)     | D     | Giorgios Vlahos       |
|    | Grecia (bandiera)     | D     | Kōstas Athanasopoulos |
|    | Grecia (bandiera)     | D     | Giorgos Gonios        |
|    | Grecia (bandiera)     | D     | Kostas Kambas         |
|    | Grecia (bandiera)     | D     | Stelios Stefanakis    |
|    | Grecia (bandiera)     | C     | Kostas Eleftherakis   |
|    | Grecia (bandiera)     | C     | Antonis Vrettos       |

| N. |                    | Ruolo | Calciatore          |
| -- | ------------------ | ----- | ------------------- |
|    | Grecia (bandiera)  | C     | Vasilis Karaiskos   |
|    | Grecia (bandiera)  | C     | Spyros Livathīnos   |
|    | Grecia (bandiera)  | C     | Odysseas Vakalis    |
|    | Grecia (bandiera)  | C     | Mimis Demetriou     |
|    | Grecia (bandiera)  | C     | Dīmītrīs Domazos    |
|    | Grecia (bandiera)  | A     | Agis Panopoulos     |
|    | Grecia (bandiera)  | A     | Totis Filakouris    |
|    | Grecia (bandiera)  | A     | Antōnīs Antōniadīs  |
|    | Francia (bandiera) | A     | Daniel Fuchs        |
|    | Grecia (bandiera)  | A     | Charīs Grammos      |
|    | Grecia (bandiera)  | A     | Kostas Vallidis     |
|    | Grecia (bandiera)  | A     | Takis Papadimitriou |
|    | Grecia (bandiera)  | A     | Dimitris Seitaridis |

## Calciomercato

### Sessione estiva
| Acquisti | Acquisti            | Acquisti        | Acquisti |
| R.       | Nome                | da              | Modalità |
| -------- | ------------------- | --------------- | -------- |
| D        | Stefanakis          | Ilysiako        |          |
| D        | Budisić             |                 |          |
| C        | Spyros Livathīnos   |                 |          |
| C        | Vasilis Karaiskos   | Olympiako Volou |          |
| C        | Vrettos             | Acharnaikos     |          |
| A        | Dimitris Seitaridis | Larissa         |          |
| A        | Fuchs               |                 |          |
| A        | Validis             | Acharnaikos     |          |
| A        | Panopoulos          | Fostira         |          |

| Cessioni | Cessioni         | Cessioni         | Cessioni |
| R.       | Nome             | a                | Modalità |
| -------- | ---------------- | ---------------- | -------- |
| D        | Yianis Tomaras   |                  |          |
| C        | Antonakos        |                  |          |
| C        | Juan Ramón Verón | Estudiantes (LP) |          |
| C        | Araken Demelo    | Atromītos        |          |
| A        | Gramaho          |                  |          |
| A        | Pagkakis         |                  |          |

## Statistiche

### Statistiche di squadra
| Competizione    | Punti | Totale | Totale | Totale | Totale | Totale | Totale | DR |
| Competizione    | Punti | G      | V      | N      | P      | Gf     | Gs     | DR |
| --------------- | ----- | ------ | ------ | ------ | ------ | ------ | ------ | -- |
| Alpha Ethniki   | 40    | 34     | 14     | 12     | 8      | 62     | -54    |    |
| Coppa di Grecia | -     | 5      | 4      | 0      | 1      | 7      | 3      | +4 |
| Coppa UEFA      | -     | 2      | 1      | 0      | 1      | 2      | 3      | -1 |
| Totale          |       | 41     | 19     | 12     | 10     | 71     | -61    |    |

### Statistiche dei giocatori
| Giocatore      | Alfa Ethniki | Alfa Ethniki |
| Giocatore      | Presenze     | Reti         |
| -------------- | ------------ | ------------ |
| Antoniadis     | 27           | 20           |
| Athanasopoulos | 13           | 1            |
| Budisić        | 8            | ?            |
| Domazos        | 29           | ?            |
| Dimitriou      | 28           | 1            |
| Eftherakis     | 24           | 6            |
| Filakouris     | 28           | 1            |
| Fuchs          | 6            | ?            |
| Gonios         | 28           | 3            |
| Grammos        | 22           | 1            |
| Ikonomopoulos  | 16           | ?            |
| Kambas         | 12           | ?            |
| Kapsis         | 14           | ?            |
| Karaiskos      | 19           | ?            |
| Konstantinou   | 20           | ?            |
| Kostos         | 4            | ?            |
| Livathinos     | 19           | 7            |
| Panopoulos     | 28           | ?            |
| Papadimitriou  | 21           | 8            |
| Seitaris       | 9            | 6            |
| Stefanakis     | 3            | ?            |
| Valianos       | 2            | ?            |
| Validis        | 18           | ?            |
| Vlahos         | 29           | ?            |
| Vrettos        | 6            | ?            |